# 大河内信久
大河内 信久（おおこうち のぶひさ）は、江戸時代中期の旗本。大河内宗家15代。石高は715石。

## 生涯
正保4年（1647年）に大河内重綱の長男として生まれる。寛文7年（1667年）11月21日、書院番となる。寛文11年（1671年）5月に父が死去し、7月8日に家督を相続する。貞享元年（1684年）1月28日、幕府領となっていた越後高田に赴任し目付代を務める。元禄8年（1695年）8月28日に小十人番頭となり、12月18日に布衣の着用を許される。元禄9年（1696年）8月17日に死去した。享年50。